# 稻城亚丁
稻城亞丁景区（藏語：འདབ་པའི་ཉི་བརྟེན་མཛེས་ལྗོངས་ཁུལ་，威利转写：'dab pa Nyi brten mdzes ljongs khul），常被称为稻城亚丁，其中亚丁为藏語，意為「向陽之地」，是位於中國四川省甘孜藏族自治州稻城县的自然风景区。主體部分是坐落理塘河上游贡嘎银沟两岸、三座完全隔開，呈「品」字形排列的雪峰，三座雪峰分號名為“仙乃日”、“央邁勇”和“夏諾多吉”。传统上认为仙乃日在三座雪峰中最高。但根据中国自然资源部2023年10月公布的高程数据，央迈勇6033.0米、仙乃日5998.5米、夏诺多吉5951.3米。雪峰周圍角峰林立，共三十多座。
亚丁自然保护区于1996年3月经稻城县人民政府批准，成为县级自然保护区；1997年5月，甘孜藏族自治州人民政府批准亚丁为州级自然保护区；同年12月，四川省人民政府批准稻城亞丁為省級自然保護區。2001年6月，经中国国务院批准，四川亚丁国家级自然保护区被增加为新的中国国家级自然保护区。2003年7月10日，联合国教科文组织把亚丁列入联合国人与生物圈计划（MAB）之中，亚丁正式加入世界人与生物圈保护区网络。

## 三怙主雪山
仙乃日、央迈勇、夏诺多吉三座雪山相距不远，呈三角鼎立，统称“念青贡嘎日松贡布”，意为“神圣雪山怙主三尊”，分别对应藏传佛教的慈悲、智慧和勇气三尊：观自在菩萨、文殊师利菩萨和金刚手菩萨。

### 仙乃日

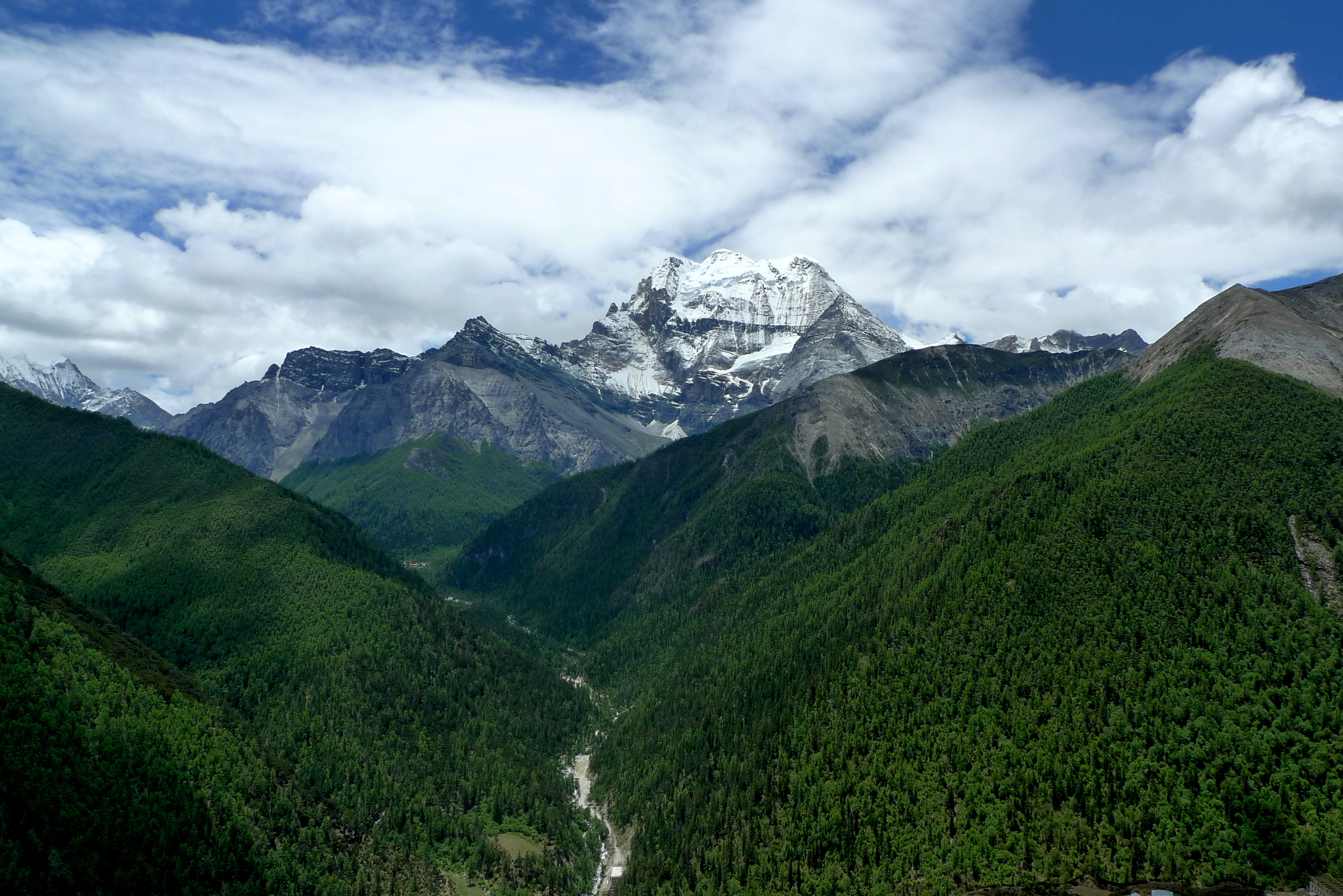
仙乃日峰

“仙乃日（藏語：སྤྱན་རས་གཟིགས，THL：Jänräsig）”是藏文音译，意为观自在菩萨。2023年10月，中国自然资源部公布仙乃日高程数据为5998.5米。对于从稻城方向过来的人们来说，仙乃日是最先显现全身的雪山。当它首次显现全身时，它的山形是端坐的有头和双肩的佛像姿态，和佛教造像里的四臂观音十分相似。
仙乃日雪山东北坡的冰川融水构成了卓玛拉错（亦称珍珠海），西南坡的冰川融水构成了五色海。
从亚丁村上方的盘山公路、龙龙坝、冲古寺、珍珠海可以看到仙乃日，而在洛绒牛场几乎不可见（只露出雪山的一个角，需要仔细辨认）。在景区内看到的仙乃日雪山面向东北，因此，秋冬季节的全天，只有日出时分，太阳可以照亮山顶的一小部分。而春夏时节，太阳仰角较高时，才能照亮雪山朝向景区的主体。
仙乃日有当地人走出来的转山路径，顺时针转绕一周共需大约10-13小时，途经冲古寺、神水门、洛绒牛场、牛奶海、卡斯地狱谷、松都垭口、卓玛拉错，途中有两次从4000米左右升高到4700米左右，并两次下降。虽然全程十分安全，但当地旅游部门不允许私自转山，此禁令仅限于书面公告（洛绒牛场的租马处可以见到），并未投入人力确保其执行。

### 央迈勇

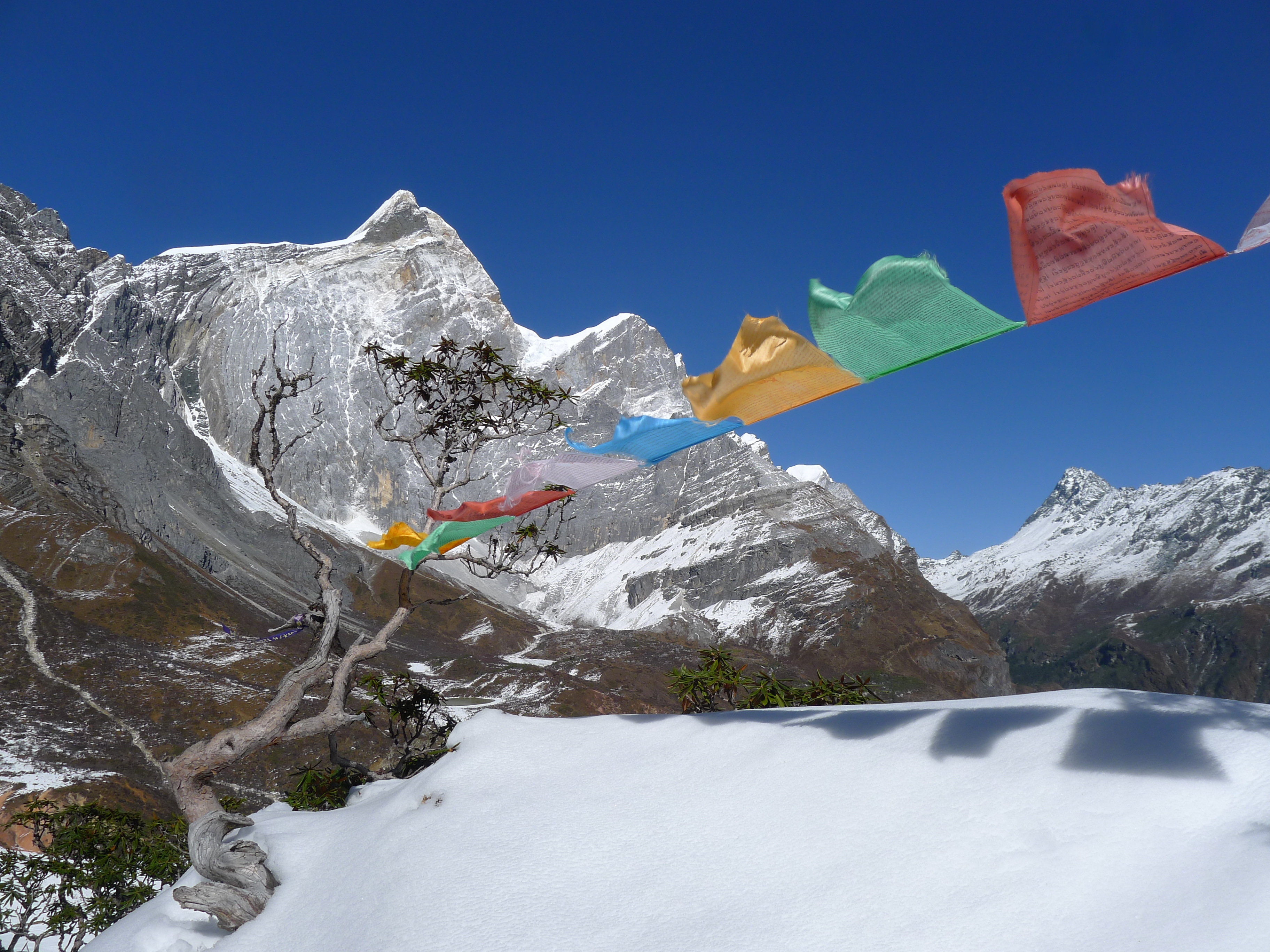
央迈勇峰南坡

“央迈勇（藏語：འཇམ་དཔལ་དབྱངས，THL：Jampalyang）”是藏文音译，意为文殊师利菩萨。2023年10月，中国自然资源部公布央迈勇高程数据为6033.0米。
对于从稻城方向过来的人们来说，央迈勇是三座雪山里最难以见到的一座。人们需要从龙龙坝进入山谷，途径冲古寺和神水门之后，才能看到央迈勇。从洛绒牛场、五色海、牛奶海都可以看到央迈勇，而山形以从神水门到洛绒牛场途中所见为最挺拔。
从亚丁景区内所见的央迈勇面向东偏北，因此对于央迈勇来说，日出时可以看到“日照金山”的景观，而日落时并无此景。秋冬季节，太阳无法在正午之后照到央迈勇朝向洛绒牛场的一面。春夏时由于太阳的仰角较高，下午尚可勉强照亮此面雪山。
由于夏诺多吉和央迈勇之间高耸的山脊阻隔，没有单独转绕央迈勇的路线。

### 夏诺多吉

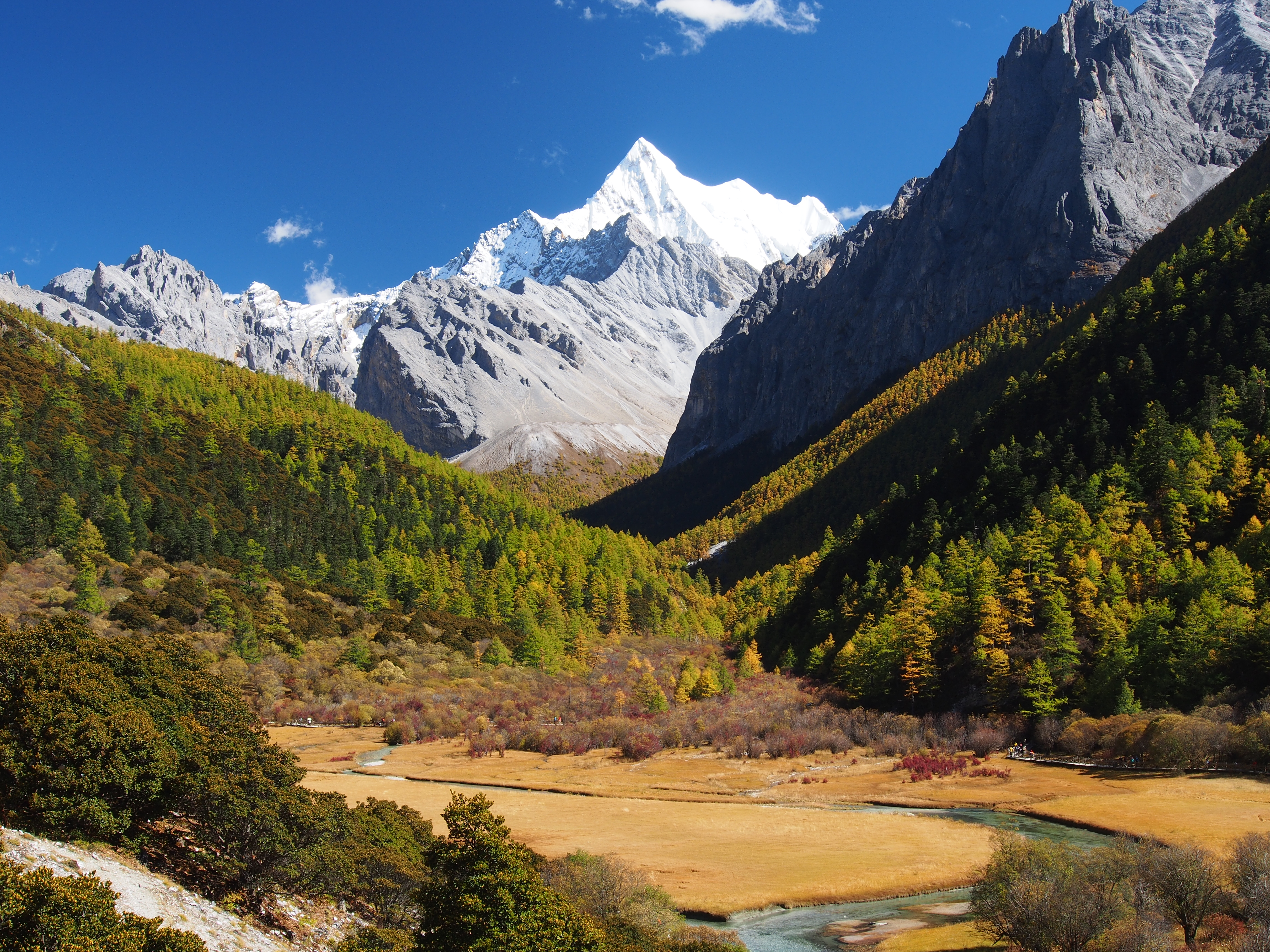
从冲古草甸眺望夏诺多吉峰

“夏诺多吉（藏語：ཕྱག་ན་རྡོ་རྗེ，THL：Dhak na dorje）”是藏文音译，意为金刚手菩萨。2023年10月，中国自然资源部公布夏诺多吉高程数据为5951.3米。从洛绒牛场可以看到夏诺多吉的两条巨大的悬垂冰川。和其近邻仙乃日与央迈勇相比，夏诺多吉的岩层被地质营力推向直立，而后被冰川刻蚀成今天的样子。山体上可以看到明显的地层纹路。
对于从稻城方向过来的人们来说，夏诺多吉是第一个显现山尖的雪山。虽然如此，由于其主体部分还是被遮掩，仙乃日作为第一个呈现全身的雪山，更容易被人们首先留意到。
夏诺多吉可以从亚丁村上方的盘山公路上、龙龙坝前往冲古寺的溪畔、冲古寺、洛绒牛场、牛奶海和五色海看到。从北方看到的夏诺多吉雪山呈现挺立的金字塔形。而从西北方看到的夏诺多吉，则是躺倒的姿态。在稻城亚丁景区看到的夏诺多吉面向西、北方向，因此，日出时，太阳无法照射到夏诺多吉雪山朝向景区的一面。“日照金山”的景观，对于夏诺多吉雪山来说，只有日落时才会发生。
由于夏诺多吉和央迈勇之间高耸的山脊，没有单独转绕夏诺多吉的路线。